# Sidney J. Furie
Sidney Joseph Furie, född 28 februari 1933 i Toronto, Ontario är en kanadensisk regissör, filmproducent och manusförfattare.

## Utmärkelser
Furies film Fallet Ipcress vann ett BAFTA Award för bästa film 1966.

## Filmografi i urval
- 1961 – Alla är vi unga – regissör
- 1964 – Skinnjackan – regissör
- 1965 – Fallet Ipcress – regissör
- 1967 – Spring för livet! – regissör, manusförfattare
- 1970 – Anklagelsen – regissör, manusförfattare
- 1972 – Lady Sings The Blues – regissör
- 1977 – The Boys in Company C – regissör, manusförfattare
- 1981 – Entity - Okänt väsen – regissör
- 1984 – Purple Hearts – regissör, manusförfattare, producent
- 1985 – Iron Eagle – regissör, manusförfattare
- 1987 – Stålmannen i kamp för freden – regissör
- 1988 – Iron Eagle II – regissör, manusförfattare
- 1998–2000 – Pensacola - vingar av guld (TV-serie) (8 avsnitt) – regi
- 1998–2000 – VIP (TV-serie) (5 avsnitt) – regi
- 2002 – Rock My World – regissör